# أفضل تصدي في الموسم (الدوري الإنجليزي الممتاز)

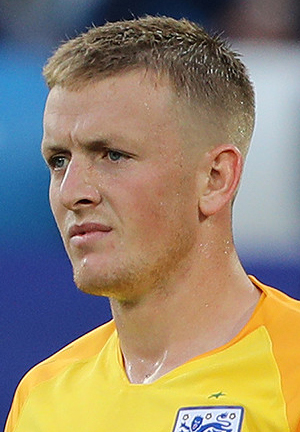
جوردان بيكفورد هو أول لاعب يفوز بالجائزة.

تعد جائزة الدوري الإنجليزي الممتاز لأفضل تصدي في الموسم جائزة سنوية في كرة القدم الإنجليزية ، تُمنح لحارس المرمى الذي أحرز أفضل تصدي بالإجماع في الدوري الإنجليزي الممتاز في الموسم السابق. لأغراض الرعاية، أطلق على الجائزة اسم (جائزة كاسترول لأفضل تصدي في الموسم ) منذ بدايتها خلال موسم 2021–22. في عام 2022 ، منح الدوري الإنجليزي الممتاز جائزة أفضل تصدي في الموسم لأول مرة لللاعب جوردان بيكفورد لاعب نادي إيفرتون.

## الفائزون
| # | الموسم  | اللاعب        | الجنسية    | النادي  | النتيجة | الفريق الخصم | المراجع |
| - | ------- | ------------- | ---------- | ------- | ------- | ------------ | ------- |
| 1 | 2021–22 | جوردان بكفورد | الإنجليزية | إيفرتون | 1-0     | تشلسي        | مرجع    |

## تصنيف الفائزين حسب الجنسية
| # | البلد   | إجمالي الفوز بالجائزة |
| - | ------- | --------------------- |
| 1 | إنجلترا | 1                     |

## تصنيف الفائزين حسب النادي
| # | النادي  | إجمالي الفوز بالجائزة |
| - | ------- | --------------------- |
| 1 | إيفرتون | 1                     |